# 盖蒂的库洛斯雕像

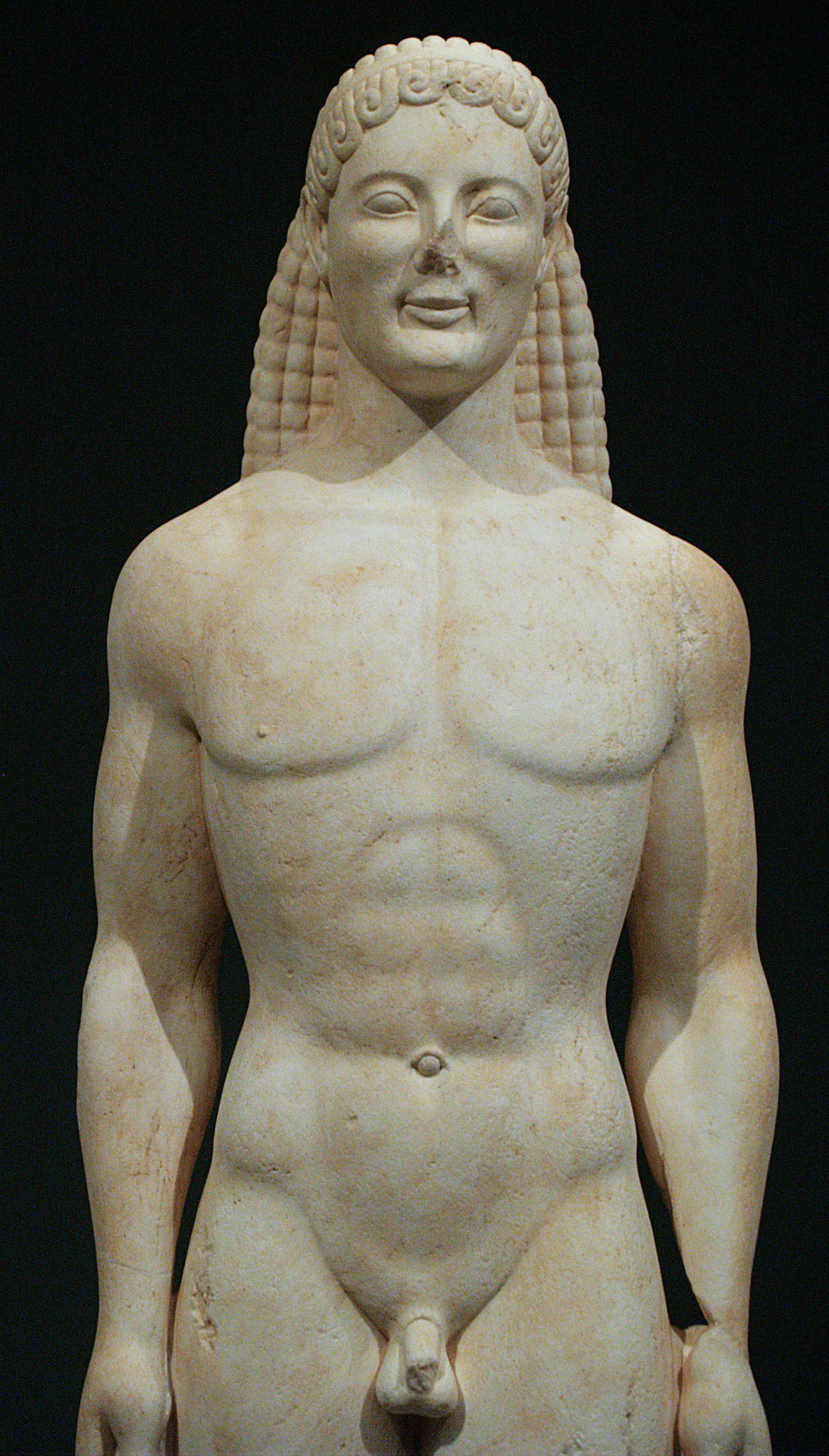
盖蒂的库洛斯

盖蒂的库洛斯是一尊真人大小的古希腊青年雕像。1985年，这尊白云石大理石雕塑被加利福尼亚州洛杉矶的J. 保罗·盖蒂博物馆以千万美元买下，并于1986年10月首次展出。
尽管最初对大理石的光泽和老化程度进行了科学分析，但针对这尊雕像是否为赝品的问题从一开始就争论不断。随后相关学者对在石头上观察到的脱白云石作用的人工方法进行了演示，促使许多艺术史学家修改了他们对该作品的看法。如果这尊雕像是真的，那它是现存的十二个完整的古希腊青年雕像之一。如果是假的，则表明它的伪造者技术和艺术水平相当高超。它的真假仍未确定，因此有一段时间博物馆有关这尊雕像的介绍牌上写着“这尊雕像的年代可能是大约公元前530年，或为现代伪造品”。尽管这座雕像在2018年博物馆翻新后便不再公开展示，但盖蒂博物馆现任馆长蒂莫西·波茨博士强调：“这些雕像是否为赝品直到现在也没有确切的定论，因此不能轻易说这尊雕像就是赝品。”波茨博士表示，由于这尊作品的来源不明且争议不断，博物馆方取消了对它的公开展出。

## 出处
这尊青年雕像于1983年首次出现在艺术市场上，当时巴塞尔经销商Gianfranco Becchina将这件作品卖给了盖蒂博物馆的文物馆长Jiří Frel。 Frel将雕像（当时分成七块）和一些旨在证明雕像真实性的文件存放在帕利赛德住宅区。这些文件将这件作品的来源追溯到让·劳芬伯格 (Jean Lauffenberger) 博士在日内瓦的收藏，据称雕像是他于1930年从一位希腊经销商处购买的。雕像没有记录在案的出土地点或考古数据。这些文件中有一封可疑的 写于1952年的信件，据称来自当时希腊雕塑领域的杰出学者恩斯特·朗格洛茨 ( Ernst Langlotz )，他指出了盖蒂博物馆的这尊库洛斯的与雅典克罗伊索斯青年的相似之处 (NAMA 3851)。盖蒂博物馆后来的调查显示，朗洛茨信件上的邮政编码直到1972年才存在，而在1955年致 AE Bigenwald 的一封关于修复雕像的信中提到的一个银行账户直到1963年才开通，这些错误说明该雕像的历史文献显然是精心制作的用来伪造的，因此没有关于其 1983 年之前的历史的可靠事实。在收购雕像时，盖蒂别墅的董事会对作品的真实性产生了分歧。 费德里科·泽瑞（Federico Zeri）是董事会的创始成员，由盖蒂本人亲自任命，由于他认为这件库洛斯雕像是伪造的，不应当购买，他在1984年离开了董事会。

## 外形分析
盖蒂的库洛斯的风格非常不拘一格。吉塞拉·里希特( Gisela Richter) 描述的青年雕像的发展史表明，这尊雕像的特征所反映出它的年代，从头部到脚部，是不一致的：在其头顶，头发被编成 14 股假发状的一团，每股末端都呈三角形。与这个特征最相似的是公元前7世纪末或6世纪初的苏尼翁青年雕像(NAMA 2720)，它也同样有14个辫子，纽约的库洛斯雕像(NY Met. 32.11.1)也是如此。然而，盖蒂的库洛斯雕像的头发表现出一种不同寻常的僵硬，这一点和苏尼翁出土的雕像群非常不同。继续往下看，雕像手指的最后一个关节与大腿成直角，这个特征让人联想到公元前6世纪的泰涅亚的库洛斯（慕尼黑 168）。再往下，对雕像脚部的描绘体现了更加明显的晚期古代自然主义，类似于皮通圣殿（底比斯 3）的第 12 号青年雕像，宽椭圆形的底座也与雅典卫城的底座相当。 皮通圣殿和雅典卫城基地都属于克罗伊索斯-皮通12 组，可追溯到公元前6世纪。不合时宜的元素在青年雕像的真迹中并不为人所知，但雕像身上这长达一个世纪的差异是盖蒂的库洛斯的一个惊人的不寻常的特征。

## 技术分析

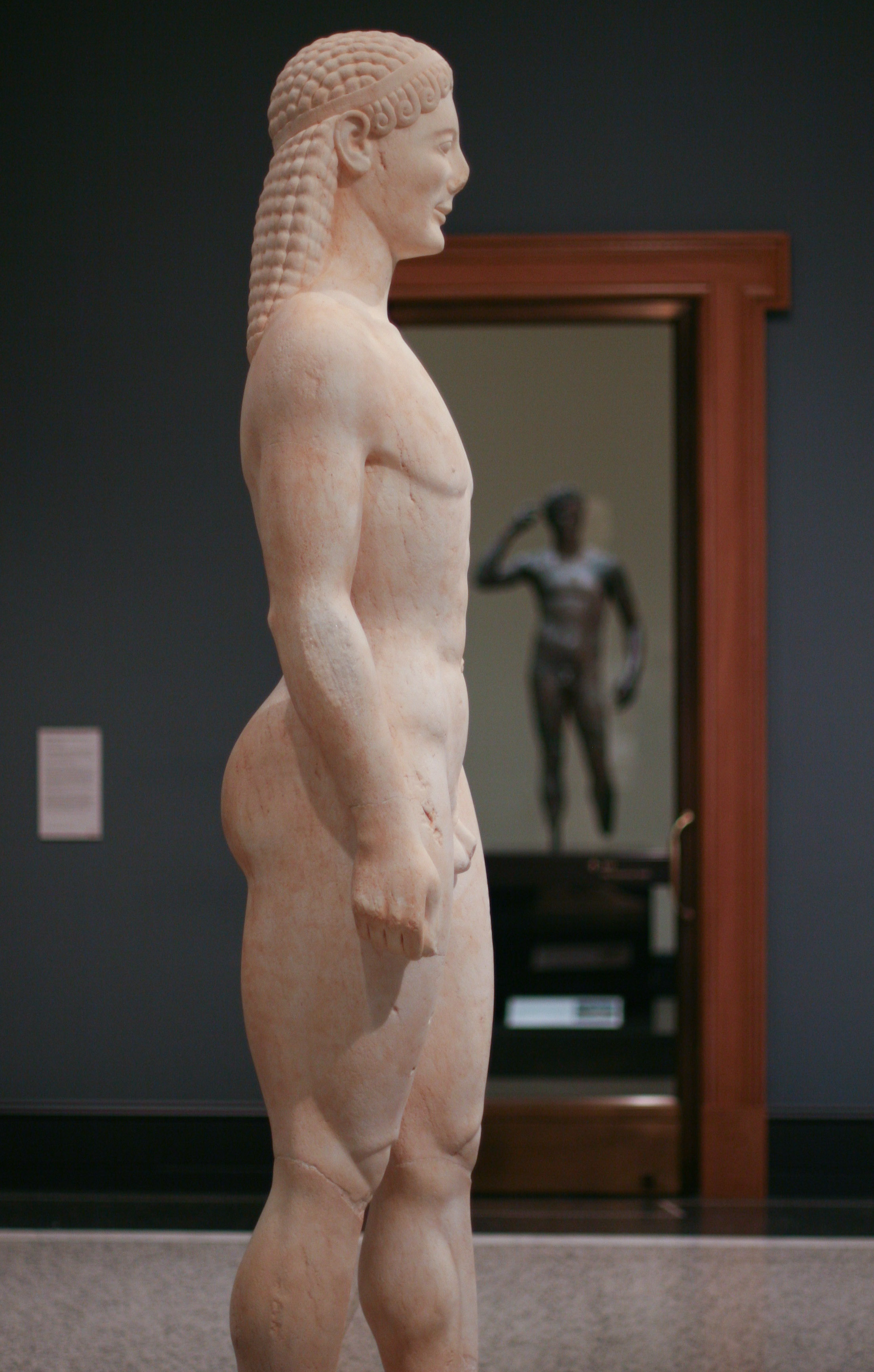
雕像的侧视图

尽管它的原材料是萨索斯岛的大理石，但不能因此将这尊雕像的制作地点直接归为希腊北部的某个作坊或任何地区性的雕塑学坊。古风时期的青年雕像所符合的测量和比例标准，盖蒂这尊雕像同样也符合（尽管带有强烈的地方特点）；比较其他青年雕像中的相似元素既是对真实性的检验，也是对雕塑起源的额外线索。从制作工具的痕迹、雕刻方法和细节来看，几乎没有与这件作品的古老起源相矛盾的地方。虽然有一个小样本可供比较（大约200个碎片和只有12个相同类型的完整雕像），但可以观察到盖蒂这件雕像的诸多非典型特征。椭圆形底座是一种不寻常的形状，这比其他雕像中的更大，表明该雕像是独立的，而不是用铅固定在单独的底座中。此外，雕像的耳朵也不对称：它们的高度不同，左边是长方形，右边是圆形，这意味着雕塑家遵循了两种不同的范例或者根本没有使用范例。此外，雕像的大理石原料上有许多缺陷，最突出的是前额，雕塑家通过分开中心的卷发来解决这个问题。当作为原材料的大理石被发现有这种缺陷时，一些雕塑家会直接舍弃掉整块石料。

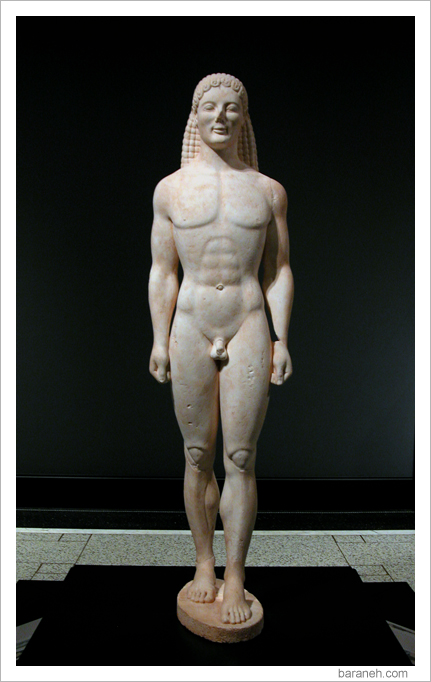
正面图

也许揭开库洛斯雕像真实性的最关键的证据在关于人物运动方向的微妙之处。尽管雕像向观众展示的是正方形视角，但所有的青年雕像都有些许的向左或向右侧弯的迹象，具体取决于它们最初放置在寺庙圣所的位置；也就是说，他们似乎转向了神殿的内殿。在盖蒂的库洛斯的例子中，它左脚与右脚的步轴平行，而不是向外转动，如果人物直接向前移动就会发生这种情况。因此，雕像正朝他的右边移动，伊尔莎·克莱曼 (Ilse Kleemann) 断言这是“证明其真实性的最有力证据之一”。 其他表明与已知原作相似的特征包括头发的螺旋卷曲，这最接近凯阿的库洛斯(NAMA 3686)，科林斯式的手和类似于泰涅亚的库洛斯的倾斜肩膀和宽阔的底座和脚可与阿蒂克或皮通12组的雕塑相媲美。无法将盖蒂的库洛斯与任何一个当时的出土地点建立联系，并不意味着它就从此失去了成为真品的资格。但就像lectio difficilior所体现的那样，可能越不同寻常的东西越是一切的源头。
这件作品上仍有一些工具制作的痕迹。虽然表面已经风化（或人工磨损）并且不清楚是否使用了金刚砂，但底座上有很重的爪痕，并且在雕像一些更精细的细节中使用了尖头刀片。例如，在卷发的轮廓、手指之间和臀部的裂缝中有使用尖头刀片的痕迹，在足弓和脚底上也有这些痕迹。虽然此处明显的工具（尖头刀片、斜凿、爪凿）并非不适用于6世纪晚期的雕塑，但它们的应用可能存在问题。 Stelios Triantis评论道，“没有任何一位库洛斯雕塑家会用这种工具在石料上做工，也不会用它切割轮廓”。
1990年，杰弗里·斯拜尔（Jeffrey Spier） 博士发表了对一个伪造的青年雕像躯干的调查研究，这件伪造品和盖蒂的库洛斯有着显著的相似性。在采集样本确定赝品与盖蒂的库洛斯所使用的白云石大理石相同后，博物馆购买了这件赝品用于后续研究。这件赝品倾斜的肩膀和上臂、胸部的体积、手部和生殖器的刻画都暗示着与盖蒂库洛斯相同的手法，尽管这件赝品的老化过程是通过酸浴和氧化铁的技术粗略完成的。然而，进一步的调查表明，赝品的躯干和盖蒂的库洛斯不是来自同一个地区，雕刻技术也大不相同（在这件赝品上甚至发现了使用电动工具的痕迹）。 它们之间有无联系还需要进一步的研究

## 考古学研究
盖蒂博物馆委托进行了两项科学研究，并以此为依据决定购买这座雕像。第一个是由佐治亚大学地质学教授诺曼·赫兹 (Norman Herz) 完成的，他测量了碳和氧同位素的比率，并将这块石头的历史追溯到萨索斯岛。通过 X 射线衍射，发现这块大理石由88%的白云石和12%的方解石组成。他的同位素分析显示 δ 18 O = -2.37和δ 13 C = +2.88，根据数据库比比对，这件青年雕像的可能来源有以下五个地区：代尼兹利、多利安那、马尔马拉、米拉斯或萨索斯卫城。这之后，对这尊雕像的微量元素分析消除了它来源于代尼兹利的可能性。由于雕像的白云石含量高，萨索斯岛被确定为最有可能的来源，概率为90%。第二次测试是由加州大学戴维斯分校的地质学教授斯坦利·马戈利斯（Stanley Margolis）进行的。他展示了雕塑的表面经历了一个称为脱白云石作用的过程，在这个过程中，雕塑中的镁被浸出，留下方解石外壳和其他矿物质。 马戈利斯教授确定这个过程只能在许多世纪的过程中在自然条件下发生，因此不能被伪造者复制。
20世纪90年代初，海洋化学家米利阿姆·卡斯特纳（Miriam Kastner）在实验室中通过人为诱导脱白云石作用，得出了对Margolis的论点提出质疑的实验结果，此后该结果得到了马戈利斯的证实。虽然这确实承认了库洛斯是由伪造者合成老化的可能性，但该过程是一个复杂且耗时的过程。伪造者不太可能用这种仍然很不成熟的方法来伪造文物，这促使盖蒂文物的保护员评论说：“当你认为伪造者实际上在重复该程序时，你的结论就开始背离实用领域了”。

## 有争议的艺术品列表
- List of artworks with contested provenance